# Селена (певица)
Селена Кинтания-Перес (на английски: Selena Quintanilla-Pérez) е американска техано певица, автор на песни, актриса и моден дизайнер.

## Биография
Родена е на 16 април 1971 година в Лейк Джаксън, Тексас, в семейството на бивш музикант от мексикански произход и индианка чероки. След като баща ѝ се разорява, напуска училище и започва да пее от 1982 година, още като дете. През следващите години популярността ѝ бързо нараства и тя се превръща във водещата изпълнителка на техано музика, както и в младежки поп идол за испаноезичната общност в Тексас. Към 2015 година, с 65 милиона продадени записа, тя е най-продаваната изпълнителка на латино музика в историята.
Селена умира на 31 март 1995 година в Корпъс Кристи, след като е застреляна от своя приятелка, управлявала част от бизнес начинанията ѝ.